# Campagna di Franklin-Nashville
La campagna di Franklin-Nashville fu una serie di battaglie, combattute nell'ambito del Teatro Occidentale della guerra di secessione americana, alla fine del 1864 in Alabama, Tennessee, e nel nordovest della Georgia durante la guerra civile americana.
L'Armata confederata del Tennessee, al comando del tenente generale John Bell Hood si era spinta a nord da Atlanta, minacciando le linee di comunicazione di William Tecumseh Sherman e il Tennessee centrale, ma le forze dell'Unione, comandate dal generale George H. Thomas, sconfissero definitivamente Hood a Nashville, Tennessee.

## Le forze in campo
L'Armata Confederata del Tennessee, comandata da Hood, di 39 000 uomini, costituiva la seconda più grande armata rimasta ai Confederati, seconda solo all'Armata Confederata della Virginia Settentrionale di Robert Edward Lee. L'Armata era costituita dai Corpi d'armata del maggior generale Benjamin F. Cheatham, del tenente generale Stephen D. Lee e del tenente generale Alexander Peter Stewart; inoltre disponeva di una forza di cavalleria comandata dal maggior generale Nathan Bedford Forrest.
All'inizio della Campagna, le forze dell'Unione che rappresentavano la Divisione militare del Mississippi, erano sotto il comando, ad Atlanta, del maggior generale William T. Sherman. La partecipazione personale di Sherman alla Campagna sarebbe durata solo verso la fine di ottobre. Nelle forze di Sherman era compresa l'Armata del Cumberland, comandata dal maggior generale Thomas, che avrebbe assunto il comando dopo la partenza di Sherman.
Sotto il suo comando c'era anche l'Armata dell'Ohio del maggior generale John Schofield; era formata da 34 000 uomini che costituivano il IV Corpo d'armata del maggior generale David S. Stanley, il XXIII Corpo d'armata del brigadier generale Jacob D. Cox e un Corpo d'armata di cavalleria comandata dal maggior generale James H. Wilson. Inoltre, a Nashville, Thomas ricevette 26 000 uomini di rinforzo, che distribuì tra le varie unità.

## Preludio
Dopo il suo successo nella campagna di Atlanta, William T. Sherman occupò Atlanta e John Bell Hood, che era stato costretto ad evacuare la città, riorganizzò il suo esercito a Lovejoy's Station. Per almeno un mese, la usuale aggressività di Sherman subì un rallentamento, mentre i suoi uomini avevano poco da fare e molti lasciavano l'esercito per il termine della leva.
     Hood
     Schofield e Sherman

Mappa della campagna Franklin–Nashville
Hood
Schofield e Sherman

Attaccare la città di Atlanta, ben fortificata e con Sherman che aveva il doppio dei soldati di Hood sarebbe stato un suicidio per l'Armata del Tennessee. Il 21 settembre 1864 Hood spostò il suo esercito a Palmetto dove, il 27 settembre, ricevette la visita di Jefferson Davis; in quell'occasione venne pianificata una nuova strategia che prevedeva che Hood avanzasse verso Chattanooga nel Tennessee e operasse nel tagliare le linee di rifornimento di Sherman. Essi speravano che Sherman si sarebbe messo all'inseguimento e che Hood sarebbe stato in grado di costringere Sherman a combattere una battaglia decisiva.
Nonostante Sherman stesse pianificando una marcia verso est per impadronirsi della città di Savannah in Georgia (azione militare che sarebbe stata conosciuta con il nome di "marcia verso il mare di Sherman"), si allarmò notevolmente per il pericolo che stavano correndo le linee di comunicazione nella zona di Chattanooga. Una minaccia particolare era costituita dal comandante della cavalleria Confederata Nathan Bedford Forrest, che aveva a lungo messo in crisi le spedizioni dell'Unione con incursioni lampo condotte alle loro spalle. Il 29 settembre, il generale Ulysses S. Grant esortò Sherman a porre fine ai raid di Forrest, e Sherman inviò il generale Thomas a Nashville per organizzare le truppe dello stato del Tennessee; inoltre Sherman inviò un'altra divisione, sotto il comando del brigadier generale James D. Morgan, a Chattanooga.
A causa di queste situazioni la strategia messa a punto dai Confederati stava avendo successo in quanto Sherman era stato costretto a disperdere le sue forze per proteggere le sue linee di comunicazione. Tuttavia Sherman non era caduto completamente nella trappola di Hood: egli aveva intenzione di assicurare a Thomas forze sufficienti per contrastare Forrest e Hood, mentre lui completava il piano di conquistare Savannah. Il 29 settembre Hood iniziò ad avanzare lungo il fiume Chattahoochee, dirigendosi verso nordovest con 40 000 uomini per minacciare la linea di rifornimento ferroviaria di Sherman della Western & Atlantic Railroad.
Il 1º ottobre la cavalleria di Hood fu intercettata dalla cavalleria dell'Unione comandata dai generali Judson Kilpatrick e Israel Garrard, mentre stava facendo un raid sulla linea ferroviaria vicino Marietta; nonostante questo fatto Sherman non aveva ancora ben chiara la disposizione delle truppe di Hood. Per le tre settimane seguenti Sherman ebbe notevoli difficoltà nel tenersi al corrente delle manovre di Hood. Hood si muoveva velocemente, mascherava la sua marcia e manteneva l'iniziativa. La cavalleria dell'Unione, per la quale Sherman aveva trascurato un trasporto adeguato, aveva grosse difficoltà nel seguire Hood e segnalare i suoi movimenti.
Il 3 ottobre Sherman lasciò Henry W. Slocum ad Atlanta e si spostò verso Marietta con una forza di circa 55 000 uomini. Hood divise le sue forze, inviando quella più numerosa a Dallas in Georgia; la rimanente, una divisione comandata dal maggior generale Samuel G. French, si spostò lungo la linea ferroviaria verso Allatoona dove, nel tentativo di bloccarlo, era stata inviata una brigata al comando di John M. Corse.

## Battaglie

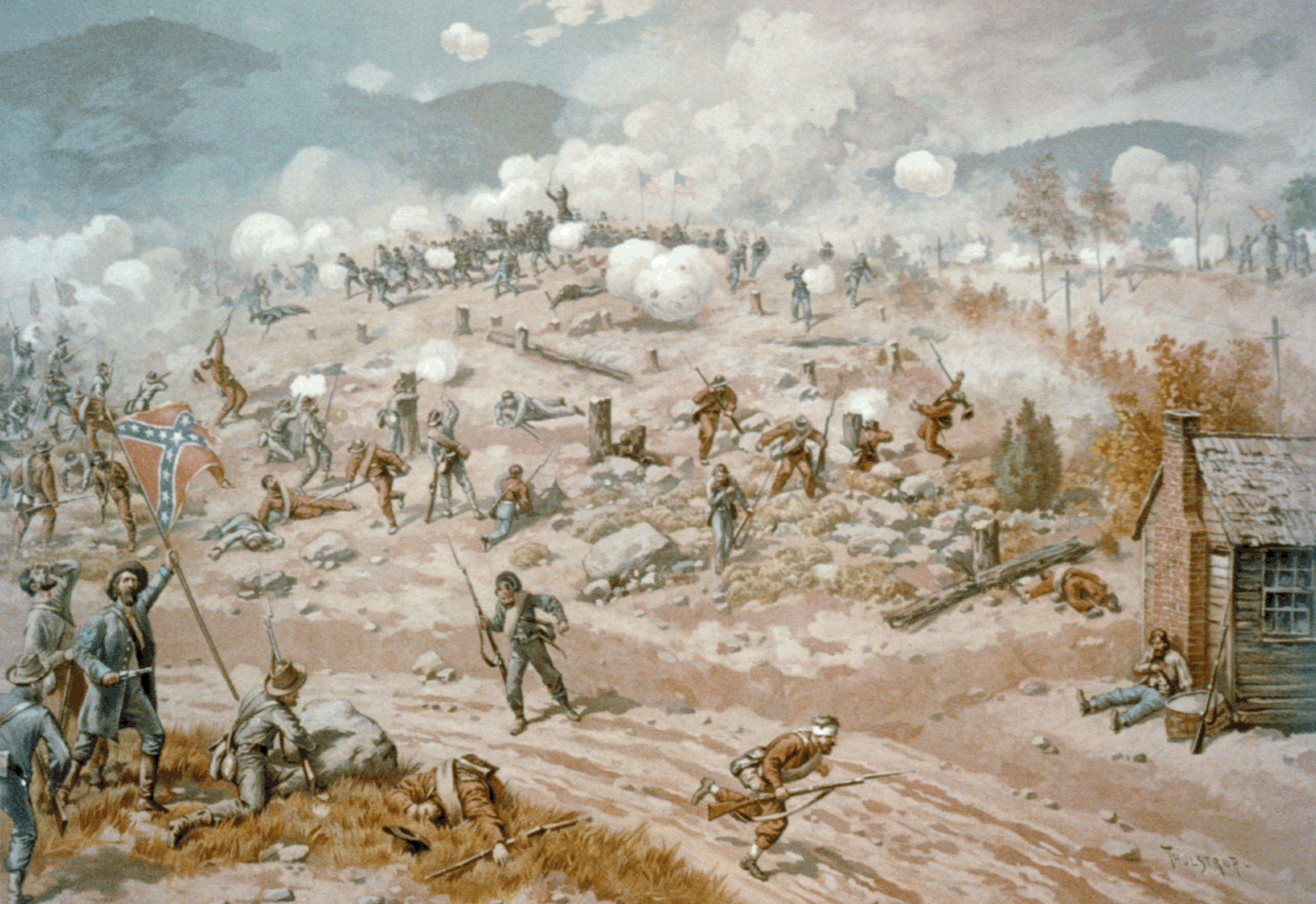
La battaglia di Allatoona

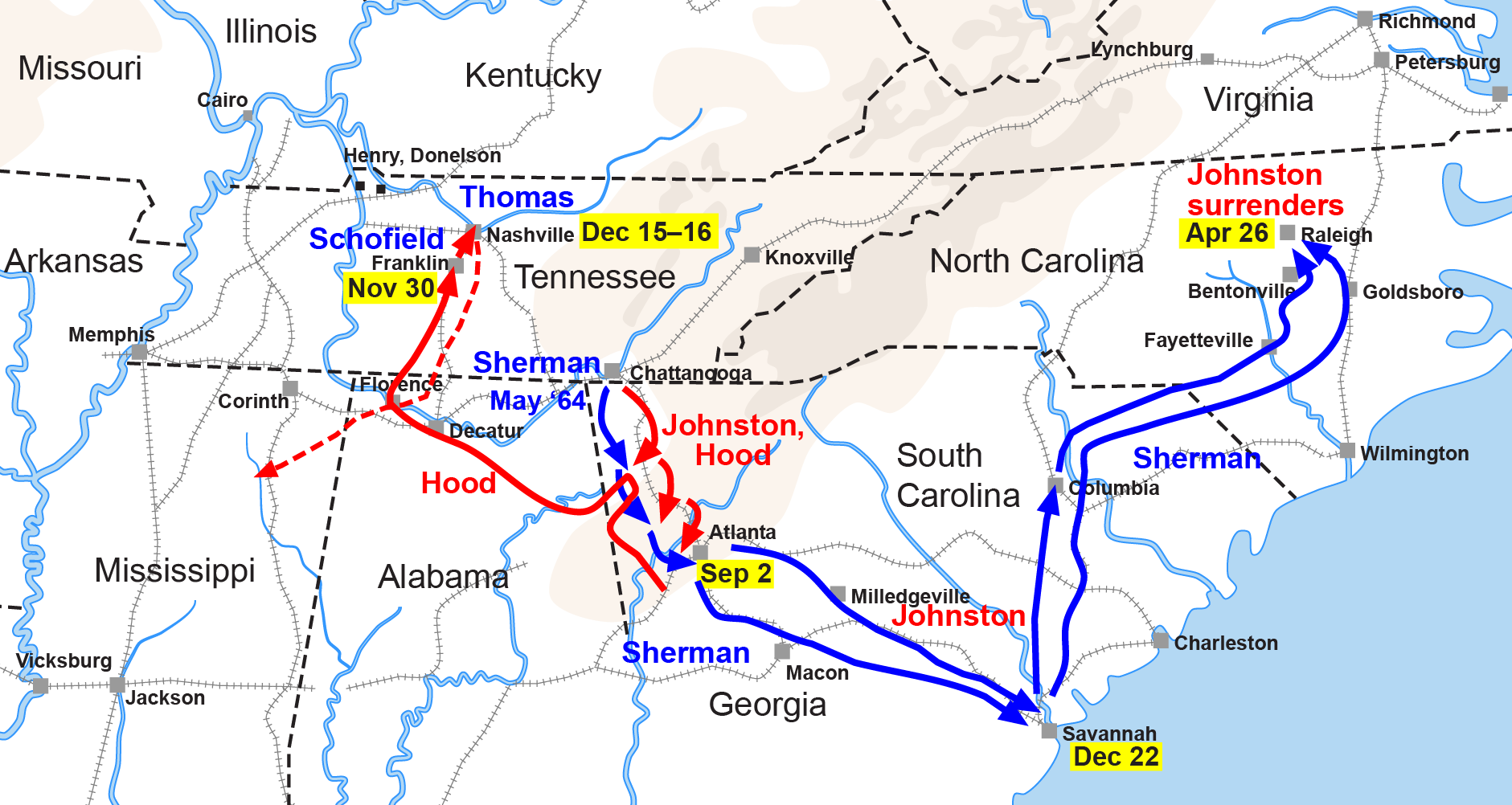
Le Campagne nel teatro di guerra dell'Ovest del 1864–65

Battaglia di Allatoona (5 ottobre, 1864)
All'alba del 5 ottobre la divisione confederata di French arrivò ad Allatoona. Dopo aver chiesto di arrendersi, e ricevuta risposta negativa, attaccò. La linea esterna dell'Unione resistette a due ore e mezzo di attacco, ma alla fine dovette ritirarsi e organizzò la linea difensiva dietro a terrapieni fortificati al passo di Allatoona. French attaccò ripetutamente, ma la linea difensiva tenne. I confederati iniziavano ad essere a corto di munizioni e le notizie dell'arrivo di rinforzi per le truppe dell'Unione gli fece prendere la decisione di retrocedere e ricongiungersi alla forza principale di Hood.
Hood si mosse verso ovest e attraversò il fiume Coosa nelle vicinanze di Rome in Georgia vicino al confine con l'Alabama; quindi deviò verso nord in direzione di Resaca e si unì alla cavalleria di Joseph Wheeler che, precedentemente, aveva fatto delle incursioni nel Tennessee. Il 12 ottobre Hood chiese la resa della brigata dell'Unione di stanza a Resaca e inviò il Corpo d'armata del maggior generale Stephen D. Lee a minacciare la città. Ma Lee non volle attaccare le posizioni dell'Unione in quanto ritenne che la manovra avrebbe avuto dei costi enormi in termini di vite umane. Nel frattempo, Sherman aveva scoperto dove si trovava Hood, e ordinò che dei rinforzi fossero inviati a Resaca. Hodd mandò Alexander P. Stuart molto più a nord, a Tunnel Hill, vicino alla linea di confine con il Tennessee, per danneggiare la linea ferroviaria il più possibile. Durante questa operazione Stewart catturò un reggimento di truppe dell'Unione di colore a Dalton in Georgia.
Sherman spostò la sua intera Armata verso Resaca, arrivandovi il 13 ottobre. Hood si ritirò verso ovest a Gaylesville ed entrò in Alabama. Hood aveva sperato di ingaggiare Sherman in battaglia vicino a Cross Roads in Georgia, ma i suoi comandanti lo convinsero che il morale delle truppe non era pronto per rischiare un simile attacco. Durante questa situazione Sherman ricevette un messaggio da Grant, il quale si dichiarava favorevole all'idea della marcia verso Savannah. Nonostante questo, Sherman rimase concentrato sull'obiettivo a breve termine, quello di inseguire il veloce Hood. Ordinò a Thomas di far tornare indietro due delle divisioni che aveva precedentemente spedito verso il nord e il 17 ottobre erano già in viaggio al comando di John Schofield; il 23 ottobre raggiunsero Sherman a Gaylesville.
Hood ebbe tempo a Cross Roads di mettere a fuoco la sua strategia. Era importante impedire all'armata di Thomas di riunisrsi con Sherman e di sopraffarlo, e calcolava che se si fosse mosso velocemente nel Tennessee, sarebbe stato in grado di sconfiggere Thomas prima che le forze dell'Unione si fossero riunite. Dopo l'eliminazione di Thomas, Hood progettava di spostarsi nel Kentucky centrale e rinforzare la sua Armata con le reclute di quello Stato e del Tennessee. Hood sperava di portare a termine tutto questo prima di essere raggiunto da Sherman. Il suo piano era che, se Sherman l'avesse seguito, Hood avrebbe combattuto contro di lui in Kentucky; da lì aveva progettato di muoversi verso est, attraverso il passo di Cumberland, per andare in soccorso di Robert E. Lee, assediato a Petersburg.
Il 21 ottobre il piano di Hood ricevette l'approvazione del generale P.G.T. Beauregard (il comandante di tutte le forze nel teatro di guerra dell'Ovest). Hood iniziò a muoversi in direzione di Decatur in Alabama, con l'intenzione di riunirsi a Nathan Bedford Forrest nelle vicinanze di Florence (Alabama).
Battaglia di Decatur (26 –29 ottobre, 1864)
Il 26 ottobre l'Armata di Hood tentò di attraversare il fiume Tennessee in prossimità di Decatur. Le forze dell'Unione, al comando del generale di brigata Robert S. Granger, erano in numero ridotto (circa 5 000 uomini) rispetto a quelle di Hood, ma riuscirono ad evitare che il grosso dell'Armata di Hood attraversasse il fiume.
Battaglia Johnsonville (4–5 novembre, 1864)
Forrest condusse per 23 giorni delle incursioni, culminate con un attacco al deposito del rifornimenti unionista a Johnsonville in Tennessee. Spostandosi a nord, da Corinth nel Mississippi, attraverso il confine del Kentucky, Forrest poi si diresse verso sud lungo la sponda occidentale del fiume Tennessee, catturando numerosi vaporetti e corvette dell'Unione, che avrebbe abbandonato più tardi. Il 4 novembre Forrest iniziò a posizionare la sua artiglieria lungo la riva per minacciare la base di rifornimenti dell'Unione a Johnsonville. I bombardamenti durarono due giorni, sia da terra che dalle forze navali, causando notevoli danni alla base dei rifornimenti dell'Unione. Anche se questa vittoria rinforzò ulteriormente la reputazione di Forrest per aver distrutto un gran numero di materiali dell'Unione, non riuscì a sopravanzare le notizie delle vittorie dell'Unione in Georgia.
Hood si diresse a Tuscumbia in Alabama e, il 31 ottobre, attraversò il fiume Tennessee con una sola divisione. Una brigata della cavalleria dell'Unione si trovava in quel luogo, ma era troppo debole per impedire l'attraversamento dei Confederati, ma poté indicare l'esatta localizzazione di Hood. Nel frattempo, il 30 ottobre, Sherman aveva anche inviato Schofield, con il XXIII Corpo d'armata, da Thomas e ordinò al Corpo d'armata del maggior generale Andrew J. Smith di spostarsi verso Nashville. Sherman era sicuro di aver fornito forze sufficienti a Thomas per contrastare Hood, e ora poteva tranquillamente preparare la sua marcia attraverso la Georgia. Entro il 10 novembre le truppe di Sherman si lasciavano alle spalle la città di Atlanta.
Hood rimase nelle vicinanze di Florence per tre settimane attendendo di riunirsi con Forrest che, finalmente, arrivò il 18 novembre. Nel frattempo, nonostante fosse stato esortato da Sherman a muoversi in fretta, Thomas stava tenendo fede alla sua reputazione di generale lento e riflessivo. Hood avanzò in tre colonne per attraversare il fiume Duck a Columbia nel Tennessee; il successo di questa operazione gli avrebbe permesso di separare Schofield da Thomas. Il 22 novembre Schofield inviò di fretta due divisioni a nord per proteggere Columbia, e la prima vi arrivò il 24 novembre, appena in tempo per prevenire Forrest dall'impadronirsi dei ponti.
Battaglia Columbia (24–29 novembre, 1864)
Il 24 e 25 novembre i Federali costruirono, a sud della città, due linee difensive formate da terrapieni, mentre avvenivano delle piccole schermaglie con la cavalleria nemica. Il giorno seguente Hood avanzò con la sua fanteria, ma non attaccò: fece una dimostrazione, lungo la linea del fronte, mentre due Corpi d'armata della sua Armata marciavano verso Fort Davis, circa cinque miglia ad est del fiume Duck. Schofield interpretò correttamente i movimenti di Hood, ma il tempo pessimo gli impedì di attraversare la sponda nord prima del 28 novembre, lasciando Columbia ai Confederati. Il giorno seguente entrambe le armate marciarono a nord verso Spring Hill nel Tennessee. Schofield era riuscito a rallentare i movimenti di Hood, ma non a bloccarli.
Battaglia Spring Hill (29 novembre, 1864)
Le schermaglie tra la cavalleria dell'Unione, comandata dal generale di brigata James H. Wilson e le truppe del Confederato Forrest, continuarono nei giorni seguenti durante l'avanzata dei Confederati. Nel tardo pomeriggio le truppe di Schofield respinsero, seppur a fatica, un attacco dei Confederati a Spring Hill. Durante la notte il resto del comando di Schofield si diresse a Franklin. Questa poteva essere la migliore possibilità per Hood di isolare e sconfiggere l'Armata dell'Unione, ma i suoi subordinati si mossero troppo lentamente e senza coordinare le loro azioni, e questo permise a Thomas di muoversi verso Franklin senza impedimenti.
Battaglia di Franklin (30 novembre, 1864)

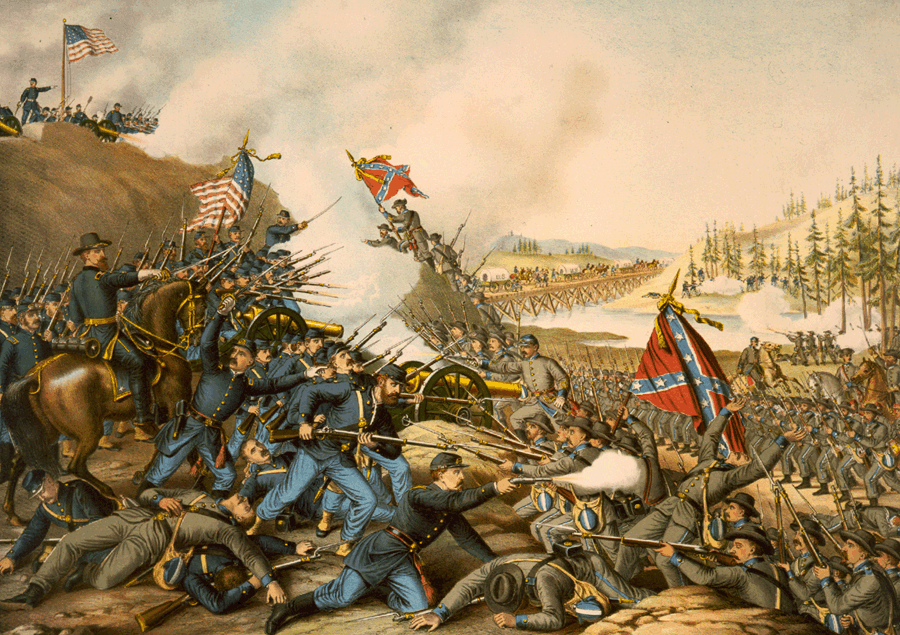
La seconda battaglia di Franklin

All'alba del 30 novembre Schofield raggiunse Franklin e, velocemente, formò una linea difensiva sul lato sud della città, utilizzando le trincee costruite dalle truppe dell'Unione durante la prima battaglia di Franklin nella primavera del 1863. Questo fu un grosso rischio strategico poiché erano costretti a difendersi avendo il fiume alle loro spalle. Non avevano la possibilità di attraversare il fiume in quanto i ponti sopraelevati non erano ancora giunti e non avevano la possibilità di far arrivare i rifornimenti tramite i treni. Intorno alle 16 Hood lanciò un attacco frontale contro la linea dell'Unione. Le prime due brigate avanzate Federali combatterono valorosamente, causando numerose perdite al nemico ma, alla fine, furono costrette a fuggire e ritirarsi all'interno della città. Al termine della battaglia sei generali Confederati risultarono uccisi o feriti mortalmente.
L'Armata di Hood incalzava lentamente Thomas verso Nashville. Ma l'Armata di Hood era stanca e non avrebbe sopportato ancora a lungo un'operazione offensiva; tuttavia il generale Confederato era convinto che se avesse ordinato una ritirata questo avrebbe potuto causare una completa disfatta della sua Armata. Hood decise che la distruzione della linea ferroviaria Nashville & Chattanooga e la distruzione del deposito dei rifornimenti dell'Unione a Murfreesboro (Tennessee) sarebbero serviti per attuare il suo piano. Il 4 dicembre inviò Forrset con due divisioni di cavalleria e la divisione di fanteria comandata dal maggior generale William B. Bate a Murfreesboro. Hood ordinò a Bate di distruggere completamente la linea ferroviaria tra Murfreesboro e Nashville e unì la cavalleria di Forrest come copertura e per ulteriori azioni.
Terza battaglia di Murfreesboro (5–6 dicembre, 1864)
I Confederati attaccarono Murfreesboro, ma furono respinti; distrussero i binari della linea ferroviaria e causarono alcune interruzioni nelle operazioni dell'Unione ma nulla di più. Ma la fallita incursione su Murfreesboro fu considerata solo come una lieve irritazione. Bate fu richiamato a Nashville, ma Forrest rimase nelle vicinanze di Murfreesboro, e questo fu il motivo per il quale non partecipò alla battaglia di Nashville. Per come si svolsero poi i fatti, questo fu considerato l'errore più grave commesso da Hood.
Il 2 dicembre Hood raggiunse la periferia di Nashville e si posizionò su una linea di colline parallele a quelle dell'Unione. Dal 1º al 14 dicembre Thomas aveva avuto tutto il tempo per prepararsi alla battaglia, e aveva tutta l'intenzione di distruggere l'Armata di Hood. Thomas si trovava sotto un'enorme pressione politica da parte del Governo di Washington che voleva un attacco immediato; i politici e gli alti comandi militari erano ansiosi di ottenere progressi militari in Tennessee, soprattutto a causa dello stallo in cui si trovava Grant contro Lee in Virginia. L'8 dicembre Thomas era pronto a sferrare l'attacco quando, a causa di un'abbondante nevicata, fu costretto a rimandare, cosa che fece infuriare ulteriormente Washington. Il 13 dicembre, il maggior generale John A. Logan fu inviato a Nashville con il compito di assumere il comando se, al suo arrivo, Thomas non avesse ancora iniziato le operazioni. Il 15 dicembre Logan raggiunse Louisville, ma proprio in quel giorno iniziò la battaglia di Nashville.
Battaglia di Nashville (15–16 dicembre, 1864)
Thomas pianificò di attaccare entrambi i fianchi dell'esercito di Hood, con una pressione minore su quello destro e una spinta maggiore su quello sinistro. All'alba del 15 dicembre la divisione condotta dal maggior generale James Steedman colpì il fianco destro Confederato e lo tenne sotto pressione per il resto della giornata. L'attacco al fianco sinistro, condotto da Schofield con due Corpi d'armata e una divisione, iniziò dopo mezzogiorno con una carica a Montgomery Hill ed ebbe un effetto devastante sull'intera linea Confederata. L'esercito di Hood fu travolto, ma non si diede alla fuga. I combattimenti terminarono con l'oscurità e Hood preparò i suoi uomini al secondo giorno di battaglia: stabilì una linea principale di resistenza lungo la base di una catena montuosa, circa due miglia a sud della posizione precedente, costruendo nuove fortificazioni per proteggere i fianchi dell'armata. La mattina del 16 dicembre le truppe dell'Unione si mossero verso la nuova linea Confederata; ancora una volta Thomas aveva pianificato di attaccare entrambi i fianchi dell'esercito nemico, ma l'attacco iniziale sul fianco destro non ebbe successo a causa della decisa resistenza Confederata. Questo attacco fu seguito da quello più forte al fianco sinistro, condotto da Schofield, Smith, che ebbe successo; questo fatto permise a Thomas J. Wood e James B. Steedman di ripetere il loro attacco al fianco destro, che sbaragliò i Confederati. L'esercito di Hood collassò e si diede alla fuga verso Franklin sotto una pioggia torrenziale.

## Conseguenze
L'esercito dell'Unione si lanciò all'inseguimento di Hood. Il tempo piovoso divenne un alleato per i Confederati, rallentando la cavalleria dell'Unione e, il 18 dicembre, Forrest fu in grado di ricongiungersi con Hood, proteggendo l'esercito in ritirata. L'inseguimento continuò fino a quando, il 25 dicembre, l'Armata del Tennessee in ritirata non attraversò il fiume Tennessee.
Quel che rimaneva dell'Armata di Hood si radunò a Colombia, sconfitta a Franklin e in fuga da Nashville. Hood si ritirò a Tupelo in Mississippi e, il 13 gennaio 1865, rassegnò le dimissioni dal comando. Forrest ritornò nel Mississippi, ma nel 1865 fu mandato in Alabama da James H. Wilson, e il suo comando divenne inefficace.
Nel momento in cui Hood veniva sconfitto a Nashville, l'Armata di Sherman aveva raggiunto la periferia di Savannah, città che avrebbero catturato poco prima di Natale. Cinquemila uomini dell'Armata Confederata del Tennessee furono, più tardi, inviati a Joseph E. Johnston che combatteva contro Sherman nella Carolina del Sud, ma anche questi rinforzi non servirono ad evitare la sconfitta del generale Confederato.